# Can't Help Falling in Love
"Can't Help Falling in Love" là một bài hát được thu âm lần đầu tiên bởi nghệ sĩ thu âm người Mỹ Elvis Presley cho nhạc phim của bộ phim năm 1961 cùng tên, đồng thời là album phòng thu thứ 14 trong sự nghiệp của ông. Nó được phát hành như là đĩa đơn duy nhất trích từ album vào ngày 1 tháng 10 năm 1961 bởi RCA Victor và Gladys Music, tập đoàn xuất bản của Presley. Bài hát được viết lời bởi Hugo Peretti, Luigi Creatore và George David Weiss, và dựa trên bản tình ca nổi tiếng năm 1784 bởi Jean-Paul-Égide Martini "Plaisir d'amour".
Sau khi phát hành, "Can't Help Falling in Love" đạt vị trí quán quân ở Vương quốc Anh, và đạt vị trí thứ hai trên bảng xếp hạng Billboard Hot 100. Presley đã trình diễn nó như là bài hát kết thúc trong mọi buổi trình diễn ở cuối thập niên 1960 và 1970, bao gồm buổi trình diễn cuối cùng của ông vào ngày 26 tháng 6 năm 1977, sáu tuần trước khi ông đột ngột qua đời. Bài hát đã được hát lại bởi nhiều nghệ sĩ, bao gồm Tom Smothers, nhóm nhạc pop Thụy Điển A-Teens và nổi bật nhất là bản hát lại của ban nhạc reggae Anh quốc UB40, đã trở thành một bản hit toàn cầu.

## Danh sách bài hát
Đĩa 7"
1. "Can't Help Falling in Love"
2. "Rock-A-Hula Baby"

## Phiên bản của UB40
Năm 1993, ban nhạc reggae Anh quốc UB40 đã thu âm lại "Can't Help Falling in Love" cho nhạc phim của bộ phim năm 1993 Sliver. Bài hát sau đó cũng xuất hiện trong album phòng thu thứ mười của họ, Promises and Lies (1993). Nó được phát hành vào ngày 10 tháng 5 năm 1993 như là đĩa đơn đầu tiên trích từ hai album bởi Virgin Records, với tiêu đề mới "(I Can't Help) Falling in Love with You". Phiên bản của UB40 được phối lại theo phong cách Reggae fusion và synthpop, trong đó phần sản xuất được đảm nhiệm bởi những thành viên của nhóm.
Sau khi phát hành, "(I Can't Help) Falling in Love with You" nhận được những phản ứng tích cực từ các nhà phê bình âm nhạc, trong đó họ đánh giá cao quá trình sản xuất của nó. Bài hát còn nhận được một đề cử giải Điện ảnh của MTV cho Ca khúc trong phim hay nhất vào năm 1993 và giải thưởng Âm nhạc Mỹ cho Đĩa đơn Pop/Rock được yêu thích nhất vào năm 1994. "(I Can't Help) Falling in Love with You" cũng gặt hái những thành công vượt trội về mặt thương mại, đứng đầu các bảng xếp hạng ở nhiều quốc gia trên toàn cầu như Úc, Áo, Bỉ, Canada, Đan Mạch, Phần Lan, Hà Lan, New Zealand, Thụy Điển và Vương quốc Anh, và lọt vào top 5 ở hầu hết những thị trường nó xuất hiện, bao gồm Pháp, Đức, Ireland, Na Uy và Thụy Sĩ. Tại Hoa Kỳ, bài hát đạt vị trí số một trên bảng xếp hạng Billboard Hot 100 trong bảy tuần liên tiếp, trở thành đĩa đơn quán quân thứ hai của nhóm tại đây.
Một video ca nhạc cho "(I Can't Help) Falling in Love with You" đã được phát hành và thực hiện dưới phông nền đen trắng, trong đó bao gồm những cảnh nhóm trình diễn bài hát ở một căn phòng và được ghi hình bởi một camera, xen kẽ với những hình ảnh từ Sliver. Được ghi nhận là một trong những bài hát trứ danh trong sự nghiệp của UB40, bài hát đã xuất hiện trong nhiều tác phẩm điện ảnh và truyền hình, và được đưa vào nhiều album tổng hợp của nhóm, như The Very Best of UB40 (2000) và Love Songs (2009). Nó cũng được họ trình diễn trên nhiều chương trình truyền hình và lễ trao giải lớn, bao gồm Saturday Night Live.

### Danh sách bài hát
Đĩa CD tại châu Âu
1. "I Can't Help Falling in Love with You" – 3:24
2. "Jungle Love" – 5:09
3. "I Can't Help Falling in Love with You" (bản phối mở rộng) – 6:03

Đĩa 7" tại châu Âu và Anh quốc
1. "I Can't Help Falling in Love with You" – 3:24
2. "Jungle Love" – 5:09

Đĩa 12" tại châu Âu và Anh quốc
1. "I Can't Help Falling in Love with You" (bản phối mở rộng) – 6:03
2. "Jungle Love" – 5:09
3. "I Can't Help Falling in Love with You" – 3:24

### Xếp hạng
| Bảng xếp hạng (1993)                  | Vị trí cao nhất |
| ------------------------------------- | --------------- |
| Úc (ARIA)                             | 1               |
| Áo (Ö3 Austria Top 40)                | 1               |
| Bỉ (Ultratop 50 Flanders)             | 1               |
| Canada (RPM)                          | 1               |
| Canada Adult Contemporary (RPM)       | 6               |
| Đan Mạch (Tracklisten)                | 1               |
| Châu Âu (European Hot 100 Singles)    | 1               |
| Phần Lan (Suomen virallinen lista)    | 1               |
| Pháp (SNEP)                           | 5               |
| Đức (Official German Charts)          | 2               |
| Ireland (IRMA)                        | 2               |
| Ý (FIMI)                              | 13              |
| Hà Lan (Dutch Top 40)                 | 1               |
| Hà Lan (Single Top 100)               | 1               |
| New Zealand (Recorded Music NZ)       | 1               |
| Na Uy (VG-lista)                      | 4               |
| Thụy Điển (Sverigetopplistan)         | 1               |
| Thụy Sĩ (Schweizer Hitparade)         | 2               |
| Anh Quốc (OCC)                        | 1               |
| Hoa Kỳ Billboard Hot 100              | 1               |
| Hoa Kỳ Adult Contemporary (Billboard) | 11              |
| Hoa Kỳ Alternative Songs (Billboard)  | 11              |
| Hoa Kỳ Mainstream Rock (Billboard)    | 11              |
| Hoa Kỳ Pop Airplay (Billboard)        | 1               |
| Hoa Kỳ Rhythmic (Billboard)           | 5               |

| Bảng xếp hạng (1993)                 | Vị trí |
| ------------------------------------ | ------ |
| Australia (ARIA)                     | 5      |
| Austria (Ö3 Austria Top 40)          | 5      |
| Belgium (Ultratop 50 Flanders)       | 10     |
| Canada (RPM)                         | 6      |
| Canada Adult Contemporary (RPM)      | 38     |
| Denmark (Tracklisten)                | 8      |
| Europe (European Hot 100 Singles)    | 8      |
| Germany (Official German Charts)     | 9      |
| Italy (FIMI)                         | 88     |
| Japan (Tokyo Hot 100)                | 4      |
| Netherlands (Dutch Top 40)           | 5      |
| Netherlands (Single Top 100)         | 8      |
| New Zealand (Recorded Music NZ)      | 1      |
| Norway Summer Period (VG-lista)      | 7      |
| Switzerland (Schweizer Hitparade)    | 6      |
| UK Singles (Official Charts Company) | 2      |
| US Billboard Hot 100                 | 3      |
| US Adult Contemporary (Billboard)    | 43     |
| US Top Soundtracks (Billboard)       | 2      |

| Bảng xếp hạng (1990–99)              | Vị trí |
| ------------------------------------ | ------ |
| Belgium (Ultratop 50 Flanders)       | 88     |
| Netherlands (Dutch Top 40)           | 43     |
| UK Singles (Official Charts Company) | 89     |
| US Billboard Hot 100                 | 22     |

### Chứng nhận
| Quốc gia                                                                           | Chứng nhận  | Số đơn vị/doanh số chứng nhận |
| ---------------------------------------------------------------------------------- | ----------- | ----------------------------- |
| Úc (ARIA)                                                                          | 2× Bạch kim | 140.000^                      |
| Áo (IFPI Áo)                                                                       | Vàng        | 25.000*                       |
| Pháp (SNEP)                                                                        | Bạc         | 125.000*                      |
| Đức (BVMI)                                                                         | Bạch kim    | 0^                            |
| Hà Lan (NVPI)                                                                      | Vàng        | 50.000^                       |
| New Zealand (RMNZ)                                                                 | Bạch kim    | 10.000*                       |
| Anh Quốc (BPI)                                                                     | Bạch kim    | 600.000^                      |
| Hoa Kỳ (RIAA)                                                                      | Bạch kim    | 1,300,000                     |
| * Chứng nhận dựa theo doanh số tiêu thụ. ^ Chứng nhận dựa theo doanh số nhập hàng. |             |                               |